# 진도 짚풀공예
진도 짚풀공예는 전라남도 진도군에서 행해지는 짚과 풀을 이용하여 짚신, 산태미, 가마니 등을 만드는 것이다. 2018년 4월 18일 진도군의 향토문화유산(무형유산) 제8호로 지정되었다.

## 지정 사유
짚풀공예란 농경시대를 지내온 인류와 함께 세계 모든나라에서 가장 오랜 역사를 지켜온 공예분야로 짚과 풀을 이용하여 짚신, 산태미, 가마니 등을 만드는 것으로 2003년 옥주골 공예연구회가 결성되어 전통을 계승하고 있고 지정가치가 있어 진도군 향토문화유산으로 지정하여 보존‧전승하고자 한다.